# FairyTale: A True Story
FairyTale: A True Story is een Amerikaanse film uit 1997 geregisseerd door Charles Sturridge.

## Verhaal
De twee kinderen Frances Griffiths en Elsie Wright zien in 1917 feeën in het bos maar natuurlijk wil niemand ze geloven totdat ze erin slagen foto's te maken van de feeën. De zaak trekt de pers aan en twee belangrijke personen komen de zaak bestuderen: de goochelaar Harry Houdini en de schrijver Arthur Conan Doyle.

## Rolverdeling
| Acteur          | Personage              |
| --------------- | ---------------------- |
| Harvey Keitel   | Harry Houdini          |
| Jason Salkey    | James Collins          |
| Peter O'Toole   | Sir Arthur Conan Doyle |
| Lara Morgan     | Jean Doyle             |
| Adam Franks     | Adrian Doyle           |
| Guy Witcher     | Denis Doyle            |
| Florence Hoath  | Elsie Wright           |
| Phoebe Nicholls | Polly Wright           |
| Elizabeth Earl  | Frances Griffiths      |
| Paul McGann     | Arthur Wright          |

## Prijzen en nominaties
- BAFTA Children's Award
  - Gewonnen: Beste kinderfilm
- Chlotrudis Award
  - Genomineerd: Beste cinematograaf (Michael Coulter)
- Young Artist Award
  - Genomineerd: Beste jonge actrice (Florence Hoath)
  - Genomineerd: Beste jonge actrice van tien jaar of jonger (Elizabeth Earl)

## Trivia
- De film is geproduceerd door het productiebedrijf van Mel Gibson (ICON) die zelf in de film verschijnt tijdens de laatste scène als de vader van Francis.